# 超越數
在數論中，超越數（英語：transcendental number）是指任何一個不是代數數的複數。只要它不是任何一個有理係數代數方程的根，它即是超越數。最著名的例子是自然對數底e以及圓周率π。
幾乎所有的實數和複數都是超越數，這是因為代數數的集合是可數集，而實數和複數的集合是不可數集之故。

## 定義
超越數是代數數的相反，也即是說若{\displaystyle x}是一個超越數，那麼對於任何整數{\displaystyle a_{n},a_{n-1},\ldots ,a_{0}}都符合：
{\displaystyle a_{n}x^{n}+a_{n-1}x^{n-1}+\ldots +a_{2}x^{2}+a_{1}x+a_{0}\neq 0}
（其中{\displaystyle a_{n}\neq 0}）

## 例子
超越數的例子包括：
- 錢珀瑙恩數
- 刘维尔数：{\displaystyle \sum _{k=1}^{\infty }10^{-k!}=0.110001000000000000000001000\ldots }
它是第一個確認為超越數的數，是於1844年刘维尔發現的。
- 自然對數底{\displaystyle {\boldsymbol {e}}}（参见：e）。
- {\displaystyle {\boldsymbol {e}}^{a}} ，其中{\displaystyle a}是除0以外的代數數。
- {\displaystyle {\boldsymbol {\pi }}}（参见：圓周率）
林德曼-魏尔斯特拉斯定理，1882年，注：因{\displaystyle \pi \,}是超越數而證明尺規作圖中的“化圓為方”的不可實現性。
- {\displaystyle {\boldsymbol {e^{\pi }}}}（参见：e的π次方）
- {\displaystyle 2^{\sqrt {2}}}（参见：2的√2次方）。
更一般地，若{\displaystyle a\,}為零和一以外的任何代數數及{\displaystyle b\,}為無理代數數則{\displaystyle a^{b}\,}必為超越數。這就是格尔丰德-施奈德定理。
- {\displaystyle \sin 1\,}（参见：正弦）
- {\displaystyle \ln a\,}（参见：自然对数），其中{\displaystyle a\,}為一不等于1的正有理數。
- {\displaystyle \mathbf {W} (a)\,}（参见：朗伯W函數），其中{\displaystyle a\,}為一正有理數。
- {\displaystyle \Gamma ({\frac {1}{3}})\,} {\displaystyle \left(\approx 2.67894\right)\,}，{\displaystyle \Gamma ({\frac {1}{4}})\,} {\displaystyle \left(\approx 3.62561\right)\,}及{\displaystyle \Gamma ({\frac {1}{6}})\,} {\displaystyle \left(\approx 5.56632\right)\,}（參見伽傌函數）。

所有超越數構成的集是一個不可數集，也就是說，幾乎所有的實數和複數都是超越數；儘管如此，現今發現的超越數極少，甚至连{\displaystyle \pi +e\,}是不是超越数也不知道，因為要證明一個數是超越數或代數數是十分困難的。
超越數的證明，給數學帶來了大的變革，解決了幾千年來數學上的難題——尺規作圖三大問題，即倍立方問題、三等分任意角問題和化圓為方問題。隨著超越數的發現，這三大問題被證明為不可能。

## 可能的超越數
以下數仍待證明為超越數或代數數：
- 數 e 和{\displaystyle \pi }的大多數和、積、冪等等，例如{\displaystyle \pi +e}, {\displaystyle \pi -e}, {\displaystyle \pi e}, {\displaystyle {\frac {\pi }{e}}}, {\displaystyle \pi ^{\pi }}, {\displaystyle e^{e}}, {\displaystyle \pi ^{e}}, {\displaystyle \pi ^{\sqrt {2}}}, {\displaystyle \pi ^{\pi ^{2}}}尚未得知是有理數、代數無理數或超越數。值得注意的例外是{\displaystyle \pi +e^{\pi }}, {\displaystyle \pi e^{\pi }}和 {\displaystyle e^{\pi {\sqrt {n}}}}（對於所有正整數 {\displaystyle n}）已被證明是超越數[1][2]
- 欧拉-马歇罗尼常数{\displaystyle \gamma }，尚未被證明是無理數
- 卡塔兰常数，未被證明是無理數
- 阿培里常数{\displaystyle \zeta (3)} ，是无理数
- 黎曼ζ函數在其他奇整數的取值，{\displaystyle \zeta (5),\zeta (7),\ldots }（尚未被證明是無理數）
- 費根鮑姆常數，{\displaystyle \delta }與{\displaystyle \alpha }，皆未证明是否为无理数
- 米尔斯常数，未证明是否为无理数
- 辛钦常数，未证明是否为无理数
- 科普兰-埃尔德什常数，是无理数

猜想：
- Schanuel猜想（英语：Schanuel's conjecture）
- 四指数猜想（英语：Four exponentials conjecture）

## 簡要地證明e{\displaystyle e}是超越數
第一個對自然對數底 e是超越數的證明可以追溯到1873年。我們現在跟隨的是大卫·希尔伯特的策略。他給出了夏尔·埃尔米特的原始证明的简化。思路如下所示：
為尋找矛盾，假設{\displaystyle e}是代數數。那就存在一個有限的整係數集{\displaystyle c_{0},c_{1},\ldots ,c_{n}}滿足下列等式：
{\displaystyle c_{0}+c_{1}e+c_{2}e^{2}+\cdots +c_{n}e^{n}=0,\qquad c_{0},c_{n}\neq 0.}
現在對於一個正整數{\displaystyle k}，我們定義如下的多項式：
{\displaystyle f_{k}(x)=x^{k}\left[(x-1)\cdots (x-n)\right]^{k+1},}
並在上述等式的兩端乘上
{\displaystyle \int _{0}^{\infty }f_{k}e^{-x}\,dx,}
於是我們得到等式：
{\displaystyle c_{0}\left(\int _{0}^{\infty }f_{k}e^{-x}\,dx\right)+c_{1}e\left(\int _{0}^{\infty }f_{k}e^{-x}\,dx\right)+\cdots +c_{n}e^{n}\left(\int _{0}^{\infty }f_{k}e^{-x}\,dx\right)=0.}
該等式可以寫成這種形式
{\displaystyle P+Q=0}
其中
{\displaystyle P=c_{0}\left(\int _{0}^{\infty }f_{k}e^{-x}\,dx\right)+c_{1}e\left(\int _{1}^{\infty }f_{k}e^{-x}\,dx\right)+c_{2}e^{2}\left(\int _{2}^{\infty }f_{k}e^{-x}\,dx\right)+\cdots +c_{n}e^{n}\left(\int _{n}^{\infty }f_{k}e^{-x}\,dx\right)}
{\displaystyle Q=c_{1}e\left(\int _{0}^{1}f_{k}e^{-x}\,dx\right)+c_{2}e^{2}\left(\int _{0}^{2}f_{k}e^{-x}\,dx\right)+\cdots +c_{n}e^{n}\left(\int _{0}^{n}f_{k}e^{-x}\,dx\right)}
 引理 1. 對於恰當選擇的{\displaystyle k}， {\displaystyle {\frac {P}{k!}}} 是非零整數。
證明： P 的每一項都是整數乘以階乘的和，這可以從以下的關係式得出
{\displaystyle \int _{0}^{\infty }x^{j}e^{-x}\,dx=j!}
對於任何正整數 j 成立（考慮Γ函数）。
它是非零的，因為對於每一個滿足 0< a ≤ n 的 a ，
{\displaystyle c_{a}e^{a}\int _{a}^{\infty }f_{k}e^{-x}\,dx}
中的被積函數均為 e−x 乘以一些項的和，在積分中用 x - a 替換 x 后， x 的最低冪次是 k+1 。然後這就變成了具有以下形式的積分的和
{\displaystyle \int _{0}^{\infty }x^{j}e^{-x}\,dx}
其中 k+1 ≤ j ，而且它是一個能被 (k+1)! 整除的整數。在除以 k! 后，我們得到模 (k+1) 得 0 的數。
現在我們只須考慮a=0的項。我們有：
{\displaystyle \int _{0}^{\infty }f_{k}e^{-x}\,dx=\int _{0}^{\infty }\left([(-1)^{n}(n!)]^{k+1}e^{-x}x^{k}+\cdots \right)dx}
於是
{\displaystyle {\frac {1}{k!}}c_{0}\int _{0}^{\infty }f_{k}e^{-x}\,dx=c_{0}[(-1)^{n}(n!)]^{k+1}\qquad \mod (k+1).}

通過選擇 k ，使得 k+1 是大於 n 與 |c0| 的質數，我們可以得出 {\displaystyle {\tfrac {P}{k!}}} 模 (k+1) 為非零，從而該數為非零整數。
引理 2. 對於充分大的 k ， {\displaystyle \left|{\tfrac {Q}{k!}}\right|<1} 。
 證明： 注意到
{\displaystyle f_{k}e^{-x}=x^{k}[(x-1)(x-2)\cdots (x-n)]^{k+1}e^{-x}=\left([x(x-1)\cdots (x-n)]^{k}\right)\left((x-1)\cdots (x-n)e^{-x}\right)}
使用 {\displaystyle |x(x-1)\cdots (x-n)|} 和 {\displaystyle |(x-1)\cdots (x-n)e^{-x}|} 在區間 [0,n] 的上限 G 和 H ，我們可以推出
{\displaystyle |Q|<G^{k}H(|c_{1}|e+2|c_{2}|e^{2}+\cdots +n|c_{n}|e^{n})}
由於
{\displaystyle \lim _{k\to \infty }{\frac {G^{k}}{k!}}=0}
我們有
{\displaystyle \lim _{k\to \infty }{\frac {Q}{k!}}=0}
這點足以完成對引理的證明。

注意可以選擇滿足兩個引理的{\displaystyle k}，從而我們能得出矛盾。進而得以證明{\displaystyle e}的超越性。

## 馬勒的分類
库尔特·马勒在1932年把超越數分為3類，分別叫做S數、T數和U數。這些類別的定義利用了劉維爾數思想的擴充。

### 實數的無理性度量
一種定義劉維爾數的方式是考慮對於給定的實數{\displaystyle x}，可以使得一次多項式{\displaystyle \vert qx-p\vert }盡可能小但不精確地等於 0 。這裡的{\displaystyle p} , {\displaystyle q}是滿足{\displaystyle \vert p\vert }, {\displaystyle \vert q\vert }以正整數{\displaystyle H}為界的整數。
令{\displaystyle m(x,1,H)}為這些多項式所取的最小非零絕對值，並且令：
{\displaystyle \omega (x,1,H)=-{\frac {\log m(x,1,H)}{\log H}}}
{\displaystyle \omega (x,1)=\limsup _{H\to \infty }\omega (x,1,H).}
{\displaystyle \omega (x,1)}常稱為實數{\displaystyle x}的無理性度量（measure of irrationality）。對於有理數{\displaystyle \omega (x,1)=0}，而且對無理數其值至少為1 。劉維爾數可以定義為具有無窮大的無理性度量的數。Thue–Siegel–Roth定理表明了實代數無理數的無理性度量均為 1 。

### 複數的超越性度量
接下來考慮多項式對於複數{\displaystyle x}的取值，這些多項式係數為整數，次數至多為{\displaystyle n}，而且高至多為{\displaystyle H}，此處的{\displaystyle n}, {\displaystyle H}是正整數。
令{\displaystyle m(x,n,H)}為以{\displaystyle x}為變量的上述多項式所取的最小非零值，並且令：
{\displaystyle \omega (x,n,H)=-{\frac {\log m(x,n,H)}{n\log H}}}
{\displaystyle \omega (x,n)=\limsup _{H\to \infty }\omega (x,n,H).}
假如對於盡可能小的正整數{\displaystyle n}，{\displaystyle \omega (x,n)}為無窮大，則這種情況下複數{\displaystyle x}稱為{\displaystyle n}次的U數。
現在我們可以定義
{\displaystyle \omega (x)=\limsup _{n\to \infty }\omega (x,n).}
{\displaystyle \omega (x)}常稱為{\displaystyle x}的超越性度量（measure of transcendence）。假如{\displaystyle \omega (x,n)}有界，則{\displaystyle \omega (x)}有限，{\displaystyle x}稱為S數。如果{\displaystyle \omega (x,n)}有限而無界，則{\displaystyle x}稱為T數。{\displaystyle x}為代數數當且僅當{\displaystyle \omega (x)=0}。
顯然劉維爾數是U數的子集。威廉·勒维克在1953年構造了任意次數的U數。劉維爾數是不可數集，從而U數也是。它們的測度為 0 。
T數組成的集合測度亦為 0 。人們花了 35 年時間證明它們存在。沃尔夫冈·M·施密特在 1968 年證明了T數的樣例存在。由是可知幾乎所有複數都是S數。馬勒證明了當{\displaystyle x}為任意非零代數數時{\displaystyle e^{x}}均為S數：這點揭示了{\displaystyle e}是S數且給出了{\displaystyle \pi }的超越性證明。對於{\displaystyle \pi }我們至多知道它不是U數。其他更多的超越數仍未歸類。
兩個數{\displaystyle x}, {\displaystyle y}稱為代數相關，當存在 2 個變量的整係數非零多項式{\displaystyle P}滿足{\displaystyle P(x,y)=0}。一個有力的定理指出，屬於相同馬勒分類的 2 個複數是代數相關的。這允許我們構造新形式的超越數，例如劉維爾數與{\displaystyle e}或{\displaystyle \pi }的和。
通常推測 S 代表馬勒的老師卡爾·西格爾（Carl Ludwig Siegel），而 T 和 U 是接下來的兩個字母。

### Koksma 的等價分類
Jurjen Koksma 在 1939 年提出了基於代數數逼近的另一種分類。
考慮用次數{\displaystyle \leq n}且高{\displaystyle \leq H}的代數數逼近複數{\displaystyle x}。令{\displaystyle \alpha }為該有限集中滿足{\displaystyle \vert x-\alpha \vert }取最小正值得代數數。定義{\displaystyle \omega ^{*}(x,H,n)}和{\displaystyle \omega ^{*}(x,n)}如下：
{\displaystyle |x-\alpha |=H^{-n\omega ^{*}(x,H,n)-1}.}
{\displaystyle \omega ^{*}(x,n)=\limsup _{H\to \infty }\omega ^{*}(x,n,H).}
若對於最小的正整數{\displaystyle n}，{\displaystyle \omega ^{*}(x,n)}為無窮大，則稱{\displaystyle x}為{\displaystyle n}次的U*數。
若{\displaystyle \omega ^{*}(x,n)}有界且不收斂到 0 ，則則稱{\displaystyle x}為S*數，
一個數{\displaystyle x}被稱為 A*數 ，當{\displaystyle \omega ^{*}(x,n)}收斂到 0 。
若所有的{\displaystyle \omega ^{*}(x,n)}均為有限但無界，則稱 x 為T*數，
Koksma和馬勒的分類是等價的，因為它們將超越數以同樣的方式分類。A*數就是代數數。

### 勒維克的構造
令
{\displaystyle \lambda ={\tfrac {1}{3}}+\sum _{k=1}^{\infty }10^{-k!}}
可以證明{\displaystyle \lambda }（劉維爾數）的{\displaystyle n}次方根是{\displaystyle n}次的U數。
此構造可以改進以建立{\displaystyle n}次U數的不可數個系列。令{\displaystyle Z}為上述{\displaystyle \lambda }的級數中 10 的冪次的集合。{\displaystyle Z}所有子集的集合是不可數的。在表示{\displaystyle \lambda }的級數中刪去任意一個{\displaystyle Z}的子集，將產生不可數個顯然的劉維爾數，它們每一個的{\displaystyle n}次方根都是次數為{\displaystyle n}的U數。

### 類型
數列{\displaystyle \{\omega (x,n)\}}的上界稱為類型（type）。幾乎所有實數都是類型為 1 的S數，此類型數在實S數中是最小的。幾乎所有複數都是類型為 1/2 的S數，此類型數在複S數中同樣是最小的。以上判斷對於幾乎所有數成立的猜想由馬勒提出，於 1965 年由 Vladimir Sprindzhuk 證明。